# Jennifer Muñoz
Jennifer Justine Muñoz Velázquez (* 4. November 1996 in Montebello) ist eine in den Vereinigten Staaten geborene ehemalige mexikanische Fußballspielerin und A-Nationalspielerin.

## Karriere

### Vereine
In Montebello geboren und in Mission Viejo aufgewachsen begab sie sich nach ihrem Abschluss an der Capistrano Valley Highschool – an der sie das erste Mal für die Capo Valley Cougars mit dem Fußballsport in Berührung kam und diesen vier Jahre lang ausübte, wie auch drei Jahre Leichtathletik – an die University of New Mexico in Albuquerque im Bundesstaat New Mexico um ein Studium zu beginnen. Während ihrer vierjährigen Studienzeit kam sie auch für das Sport-Team der Bildungseinrichtung, die Lobos, in 77 Meisterschaftsspielen der Mountain West Conference innerhalb der NCAA Division I zum Einsatz und erzielte acht Tore.
Nach ihrem erfolgreichen Studienabschluss, wurde sie am 17. Juli 2019 als Verstärkung der Mannschaft von Club América Femenil aus Mexiko-Stadt unter Vertrag genommen. Sie kam von 2019 Apertura bis 2021 Clausura in der Liga MX Femenil, der höchsten Spielklasse im mexikanischen Frauenfußball, zum Einsatz. In den vier Halbjahres-Spielzeiten wurde sie in 43 Punktspielen eingesetzt, in denen sie drei Tore erzielte. Darüber hinaus bestritt sie insgesamt neun Ausscheidungsspiele um die Meisterschaft, in denen ihr ein Tor gelang.

### Nationalmannschaft
Muñoz kam als Nationalspielerin für den FEMEXFUT in der A-Nationalmannschaft beim Turnier um den Zypern-Cup 2020 das erste Mal zu Länderspielen. Bei ihrem Debüt am 8. März in Larnaka, beim 2:2-Unentschieden gegen die Nationalmannschaft der Slowakei, erzielte sie im zweiten Spiel mit dem Anschlusstreffer zum 1:2 in der 47. Minute sogleich ihr erstes A-Länderspieltor; ihre Mitspielerin Jimena López sorgte mit ihrem Tor in der dritten Minute der Nachspielzeit für das Endresultat. Ihr zweites Spiel fand am 11. März ebenfalls in Larnaka statt und endete gegen die Nationalmannschaft Tschechiens torlos; in diesem, ihrem letzten, wurde sie in der 46. Minute für Alexia Delgado eingewechselt.